# Václav Sejk
Václav Sejk (Děčín, 18 de mayo de 2002) es un futbolista checo que juega de delantero en el S. C. Heerenveen de la Eredivisie.

## Trayectoria
Comenzó su carrera en los equipos locales TJ Spartak Boletice n.L. y FK Junior Děčín antes de fichar por el F. K. Teplice en 2015. Tras fichar por el A. C. Sparta Praga en 2017, progresó en las categorías inferiores y en el equipo B, antes de ser cedido de nuevo al Teplice en 2022. Comenzó con buen pie en el Teplice y destacó por su capacidad goleadora.
Desde 2024 ha sido cedido sucesivamente por el Sparta. Primero, en enero de 2024 al Roda JC hasta final de temporada. En julio de 202  fue enviado cedido de nuevo por una temporada, esta vez al Zagłębie Lubin.
El 9 de enero de 2025 fichó por el F. C. Famalicão, de la Primeira Liga, en calidad de cedido por medio año.

## Vida personal
Ha mantenido una relación con la futbolista checa Gabriela Šlajsová.

## Estadísticas

### Clubes
Actualizado al último partido disputado el 10 de mayo de 2025.
| Club                                    | Div.          | Temporada     | Liga  | Liga  | Liga   | Copas nacionales | Copas nacionales | Copas nacionales | Copas internacionales | Copas internacionales | Copas internacionales | Total | Total | Total  |
| Club                                    | Div.          | Temporada     | Part. | Goles | Asist. | Part.            | Goles            | Asist.           | Part.                 | Goles                 | Asist.                | Part. | Goles | Asist. |
| --------------------------------------- | ------------- | ------------- | ----- | ----- | ------ | ---------------- | ---------------- | ---------------- | --------------------- | --------------------- | --------------------- | ----- | ----- | ------ |
| A. C. Sparta Praga II · República Checa | 3.ª           | 2020-21       | 1     | 0     | 0      | —                | —                | —                | —                     | —                     | —                     | 1     | 0     | 0      |
| A. C. Sparta Praga II · República Checa | 2.ª           | 2021-22       | 14    | 3     | 0      | —                | —                | —                | —                     | —                     | —                     | 14    | 3     | 0      |
| A. C. Sparta Praga II · República Checa | Total club    | Total club    | 15    | 3     | 0      | 0                | 0                | 0                | 0                     | 0                     | 0                     | 15    | 3     | 0      |
| A. C. Sparta Praga · República Checa    | 1.ª           | 2021-22       | —     | —     | —      | 1                | 0                | 0                | —                     | —                     | —                     | 1     | 0     | 0      |
| F. K. Teplice · República Checa         | 1.ª           | 2021-22       | 15    | 5     | 0      | —                | —                | —                | —                     | —                     | —                     | 15    | 5     | 0      |
| F. K. Teplice · República Checa         | Total club    | Total club    | 15    | 5     | 0      | 0                | 0                | 0                | 0                     | 0                     | 0                     | 15    | 5     | 0      |
| F. K. Jablonec · República Checa        | 1.ª           | 2022-23       | 30    | 7     | 4      | 2                | 0                | 0                | —                     | —                     | —                     | 32    | 7     | 4      |
| F. K. Jablonec · República Checa        | Total club    | Total club    | 30    | 7     | 4      | 2                | 0                | 0                | 0                     | 0                     | 0                     | 32    | 7     | 4      |
| A. C. Sparta Praga · República Checa    | 1.ª           | 2023-24       | 12    | 0     | 0      | 2                | 1                | 0                | 2                     | 0                     | 0                     | 16    | 1     | 0      |
| A. C. Sparta Praga · República Checa    | Total club    | Total club    | 12    | 0     | 0      | 3                | 1                | 0                | 2                     | 0                     | 0                     | 17    | 1     | 0      |
| Roda JC · Países Bajos                  | 2.ª           | 2023-24       | 17    | 8     | 0      | —                | —                | —                | —                     | —                     | —                     | 17    | 8     | 0      |
| Roda JC · Países Bajos                  | Total club    | Total club    | 17    | 8     | 0      | 0                | 0                | 0                | 0                     | 0                     | 0                     | 17    | 8     | 0      |
| Zagłębie Lubin · Polonia                | 1.ª           | 2024-25       | 16    | 1     | 1      | 3                | 0                | 0                | —                     | —                     | —                     | 19    | 1     | 1      |
| Zagłębie Lubin · Polonia                | Total club    | Total club    | 16    | 1     | 1      | 3                | 0                | 0                | 0                     | 0                     | 0                     | 19    | 1     | 1      |
| F. C. Famalicão Portugal                | 1.ª           | 2024-25       | 16    | 3     | 1      | —                | —                | —                | —                     | —                     | —                     | 16    | 3     | 1      |
| F. C. Famalicão Portugal                | Total club    | Total club    | 16    | 3     | 1      | 0                | 0                | 0                | 0                     | 0                     | 0                     | 16    | 3     | 1      |
| Total carrera                           | Total carrera | Total carrera | 121   | 27    | 6      | 8                | 1                | 0                | 2                     | 0                     | 0                     | 131   | 28    | 6      |